# حیات وحش میانمار

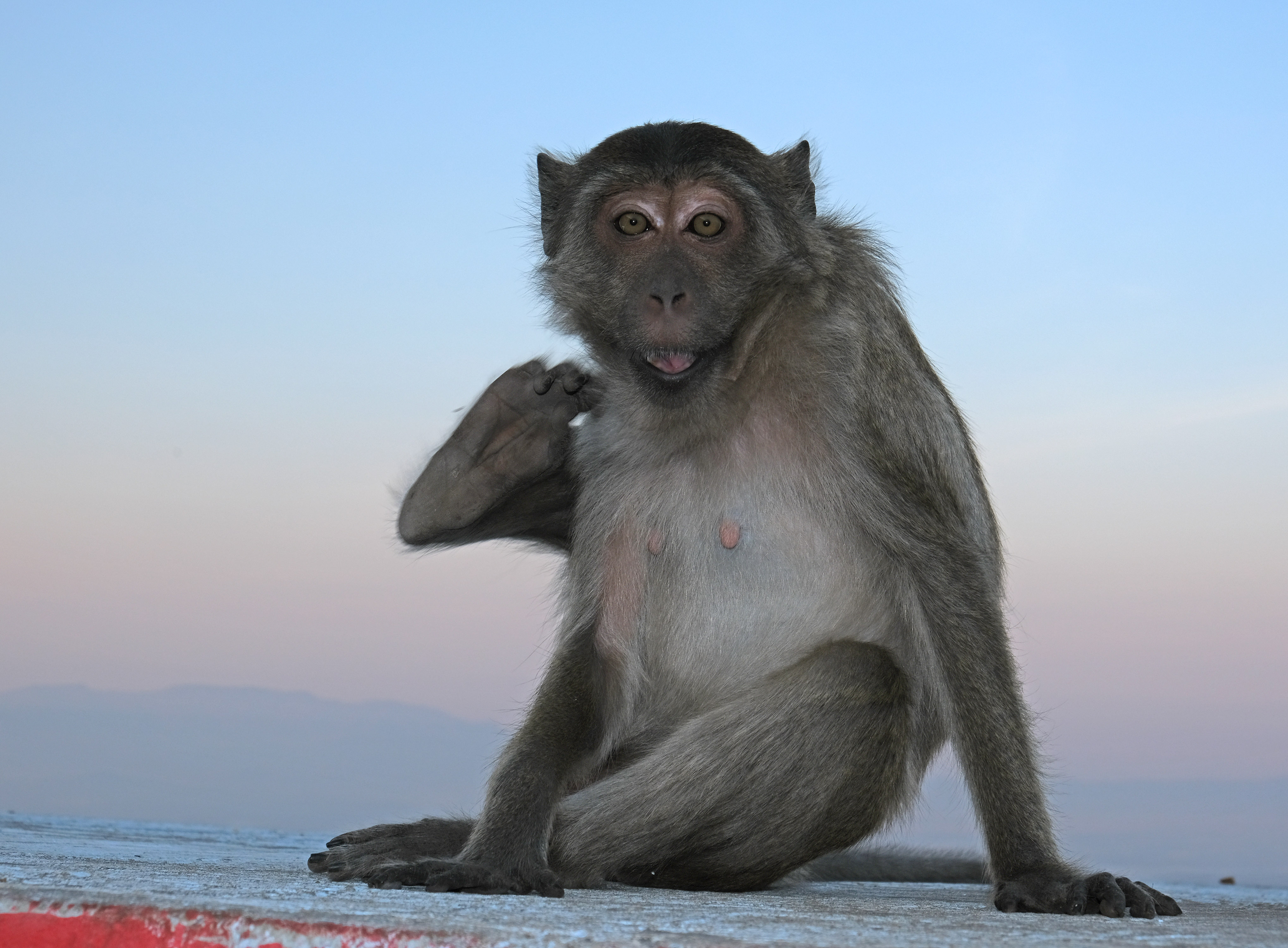
میمون زوگابین در میانمار

حیات وحش میانمار شامل گیاگان و زیاگان و زیستگاه‌های طبیعی آنها در این کشور است. میانمار نزدیک به ۳۰۰ گونه پستاندار شناخته‌شده، ۳۰۰ گونه خزنده و حدود ۱۰۰۰ گونه پرنده را در خود جای داده است.